# Ginoles
Ginoles é uma comuna francesa na região administrativa de Occitânia, no departamento de Aude. Estende-se por uma área de 6,17 km². Em 2010 a comuna tinha 312 habitantes (densidade: 50,6 hab./km²).